# Dreisbachia eberhardi
Dreisbachia eberhardi là một loài tò vò trong họ Ichneumonidae.